# Usines Delin

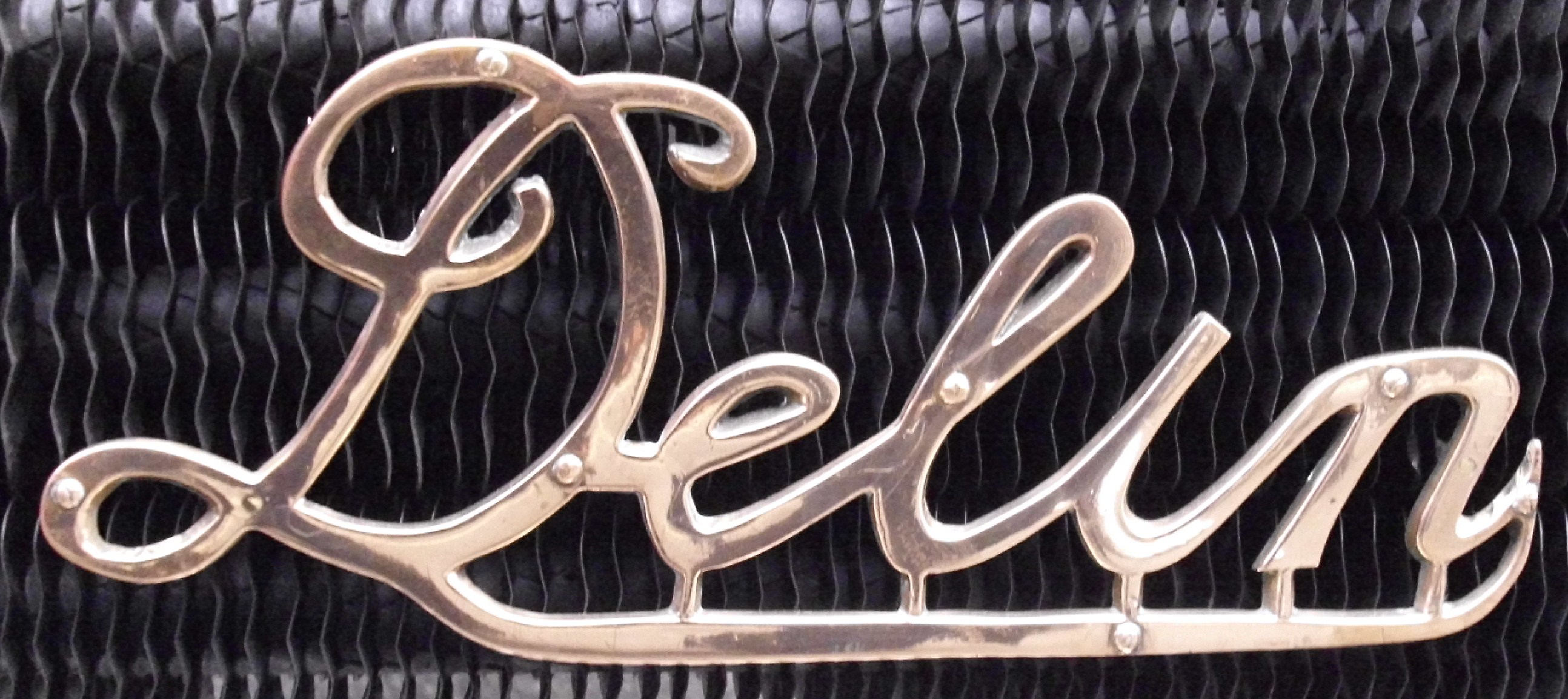
Emblem am Kühlergrill

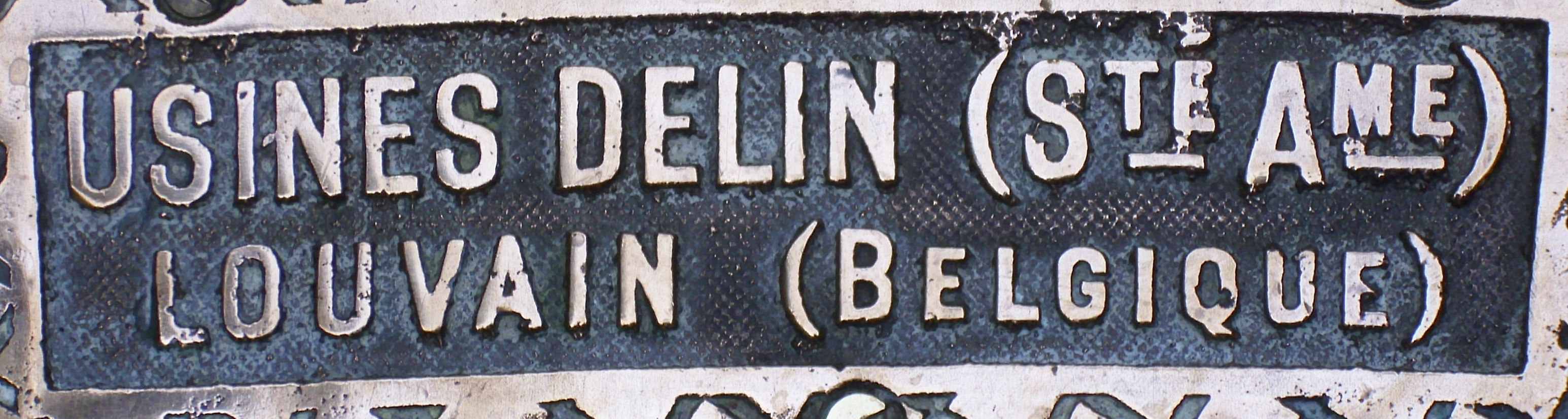
Emblem am Einstieg

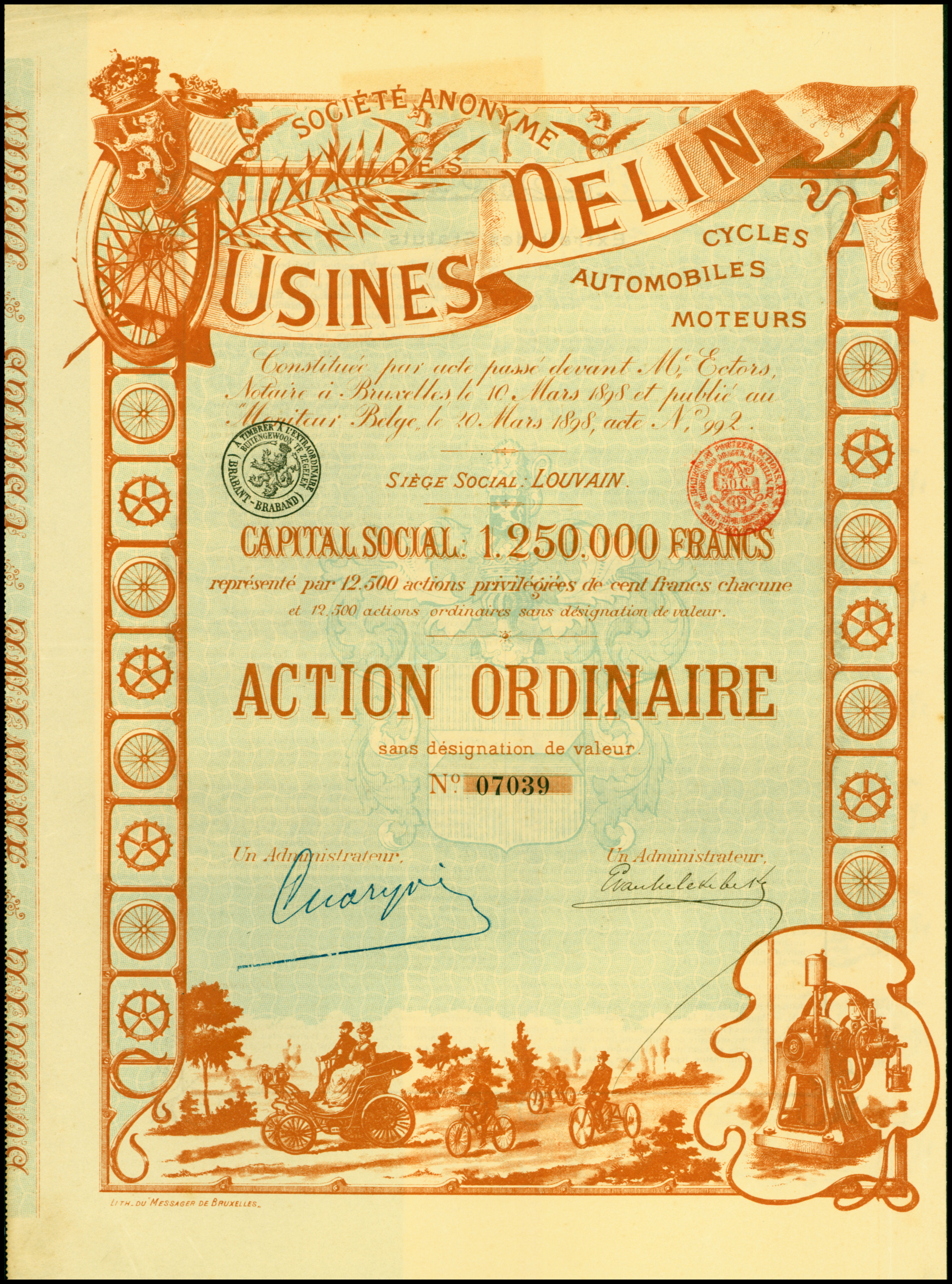
Aktie der Usines Delin von 1898

Usines Delin war ein Fahrzeughersteller aus der belgischen Stadt Löwen, der Hauptstadt der Provinz Flämisch-Brabant.

## Unternehmensgeschichte
Joseph Delin gründete 1891 ein Unternehmen, um Fahrräder unter dem Namen Derby herzustellen. Ab 1898 firmierte das Unternehmen als Usines Delin. Société Anonyme, Fabrique d’Automobiles et de Cycles. 1899 entstand das erste Auto. Joseph Delin starb im Oktober 1901. Im Januar 1902 ging das Unternehmen in Liquidation und wurde vom Konkurrenten Usines Mathieu übernommen.

## Fahrzeuge
Im März 1899 wurde auf einer Ausstellung in Brüssel das erste Auto ausgestellt. Es hatte einen Zweizylindermotor der französischen Firma Loyal, ein Friktionsgetriebe und die Karosserieform Duc. 1900 folgten eine Voiturette des Typs Victoria Combination, ein Dreirad des Typs Tricycle mit einem 2,5-PS-Motor sowie ein Motorrad mit einem 1,75-PS-Motor. Ab 1901 gab es vier Modelle: eine zweisitzige Voiturette mit 2,75-PS-Motor, einen Viersitzer mit 4-PS-Motor, einen viersitzigen Tonneau mit 8 PS-Motor und einen Lieferwagen mit 4-PS-Motor.
Drei Fahrzeuge existieren heute noch: Eines im Smålands Bil-, Musik och Leksamsmuseum im schwedischen Rydaholm, eines im Museo del Automóvil in Uruguay, und eines in Händen eines belgischen Sammlers, der das Fahrzeug gelegentlich beim London to Brighton Veteran Car Run einsetzt.

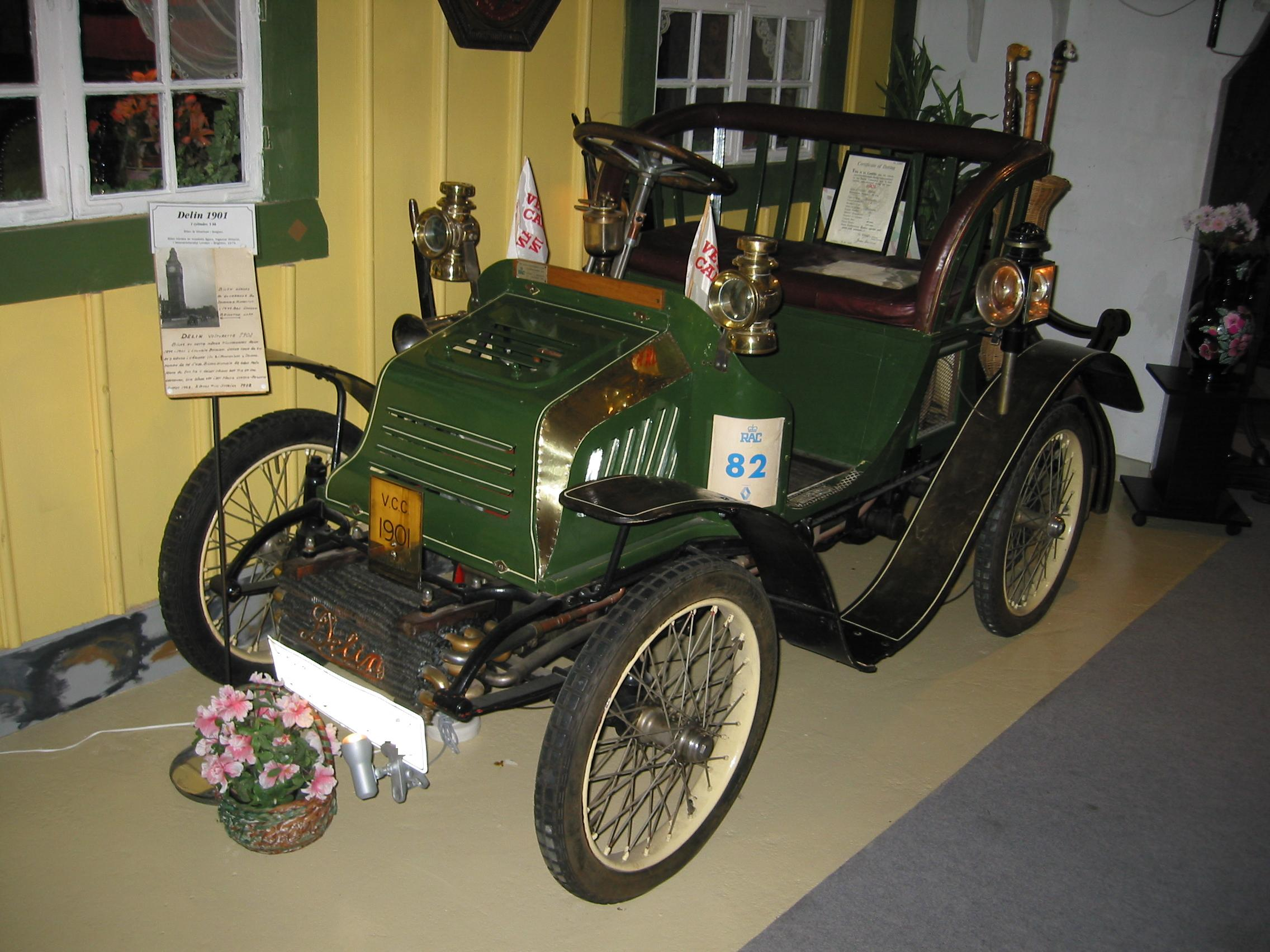
Delin von 1901 im Smålands Bil-, Musik och Leksamsmuseum
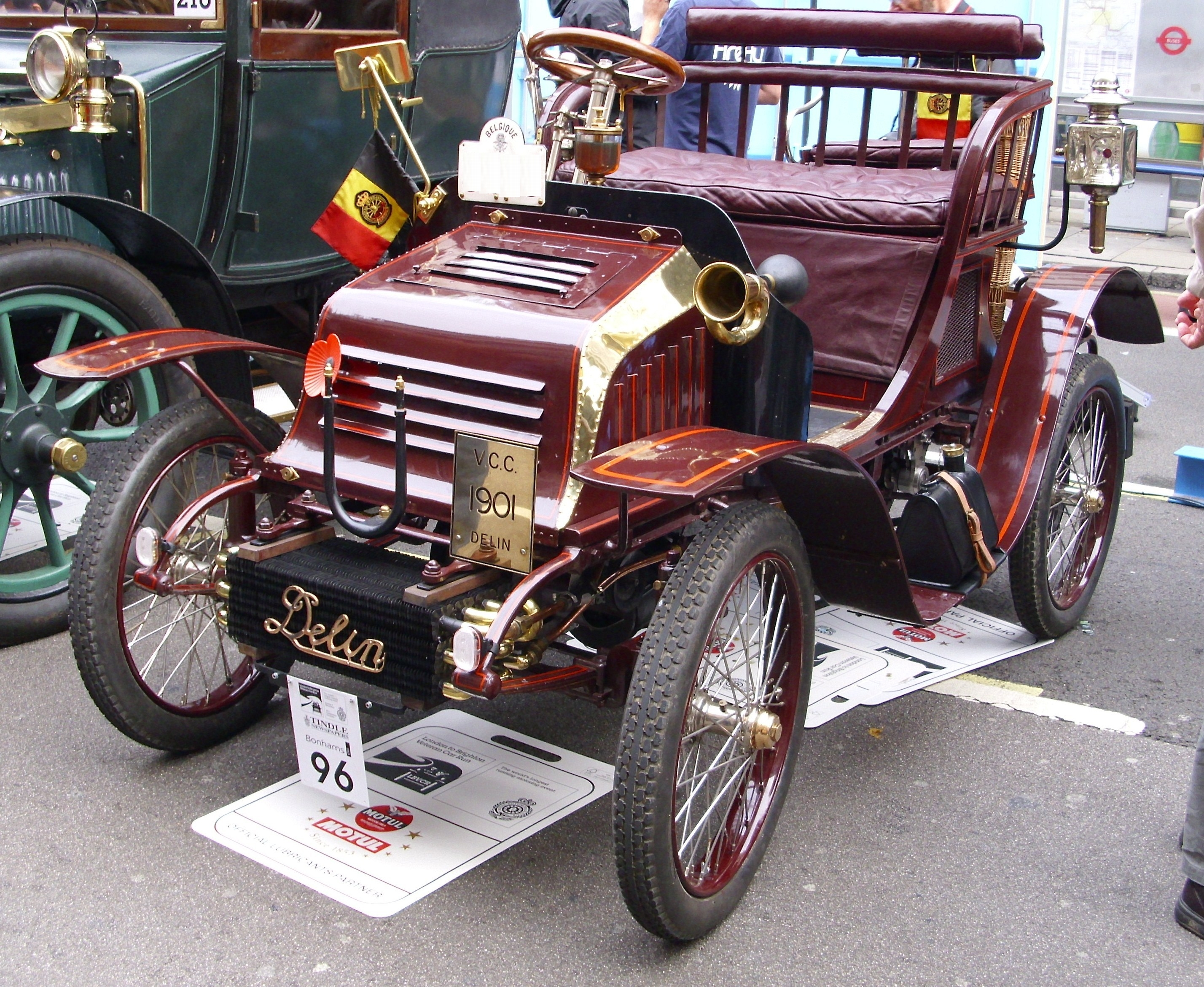
Delin von 1901 in London
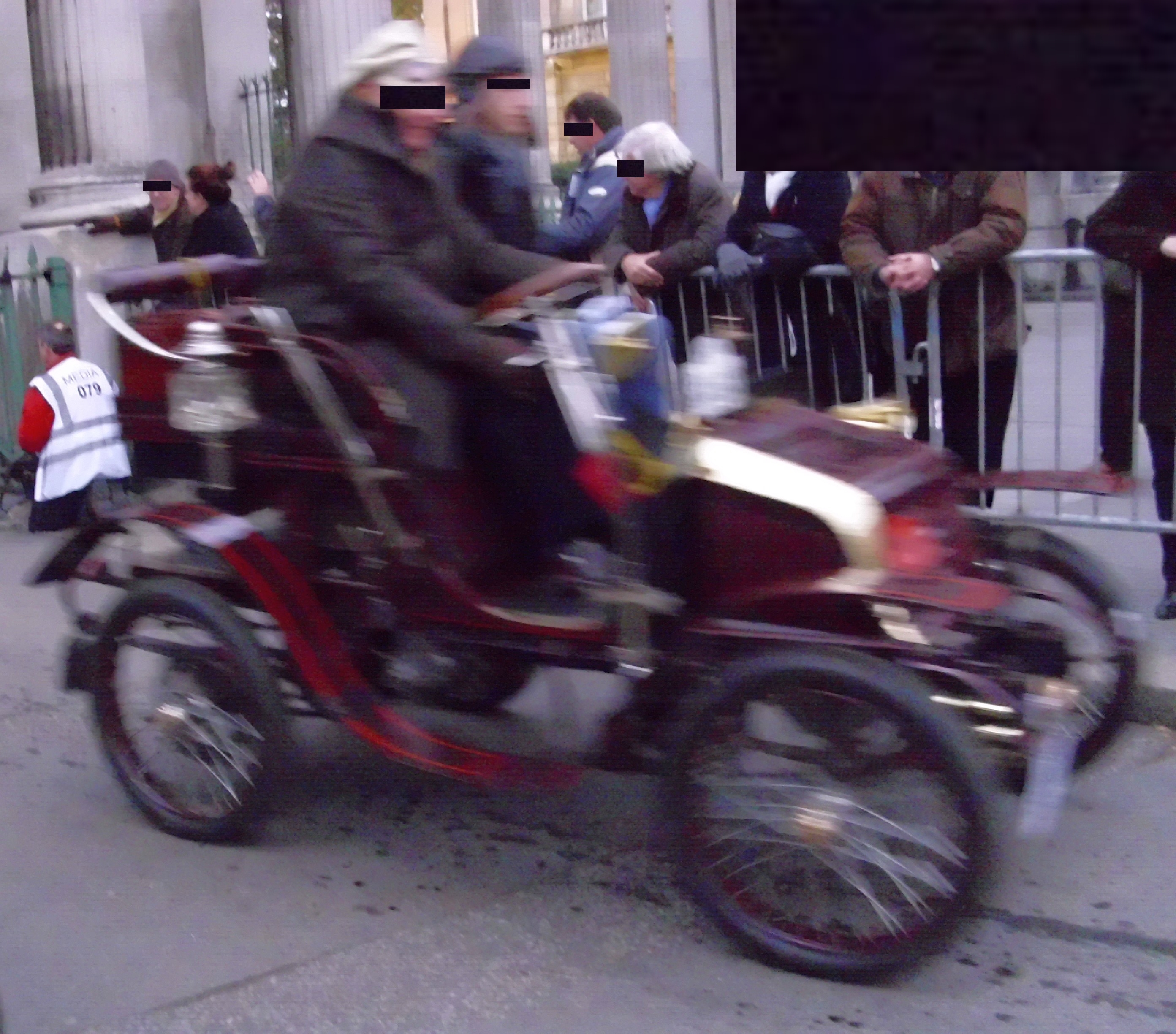
Delin von 1901 in London
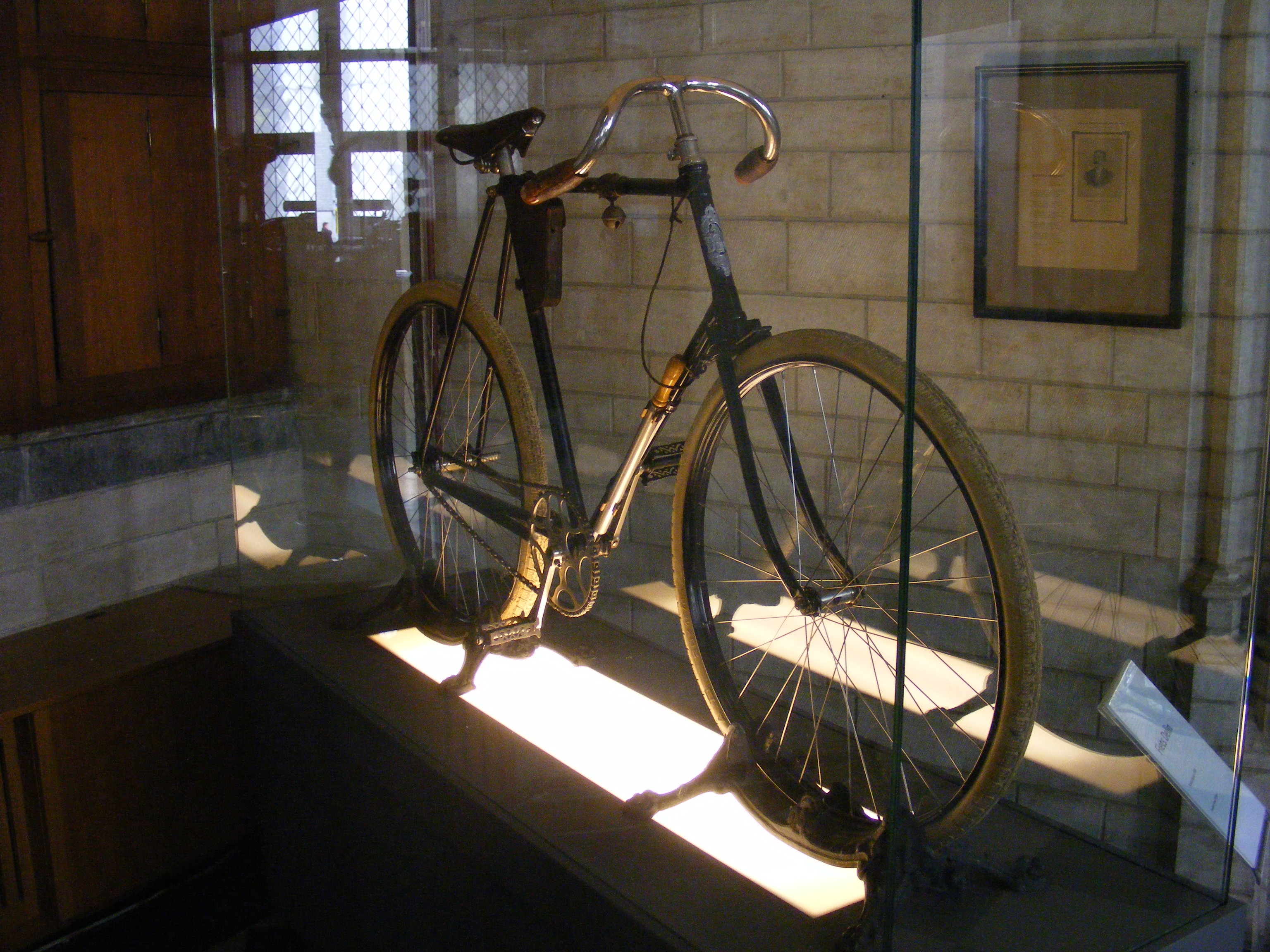
Fahrrad von Delin